# PS2 大いなる船出
『PS2 大いなる船出』（PS2 おおいなるふなで、Ponniyin Selvan: II）は、2023年のインドのタミル語叙事詩的映画。マニラトナムが監督を務め、彼と共にイランゴー・クマラヴェールとB・ジェヤモーハンが共同脚本を務めたほか、主要キャストとしてヴィクラム、カールティ、ジェヤム・ラヴィ、アイシュワリヤー・ラーイ・バッチャン、トリシャー・クリシュナン、ジャヤラーム、アイシュワリヤー・ラクシュミ、ショービター・ドゥーリパーラ、プラカーシュ・ラージ、プラブ、R・サラトクマール、R・パールティバン、ラフマーン、ラール、ヴィクラム・プラブが出演している。チョーラ朝の君主ラージャラージャ1世が即位するまでの時代を描いたカルキ・クリシュナムールティの歴史小説『ポンニ河の息子』を原作とした二部作の第二作目である。『PS1 黄金の河』の続編であり、王朝を脅かす内外の勢力と対峙するアルンモリ王子を中心に物語が展開する。
撮影は2019年12月から『PS1 黄金の河』と同時進行で行われたが、COVID-19パンデミックに伴う中断を経て、2021年9月に終了した。2023年4月28日に公開された『PS2 大いなる船出』は批評家から好意的な評価を得ており、第54回インド国際映画祭のインド・パノラマ部門でも上映された。

## ストーリー
物語は過去にさかのぼり、アーディタ王太子とナンディニの回想から始まる。次期国王として将来を期待されていたアーディタ王太子は古都パラヤライを訪れ、そこで司祭に育てられていた孤児のナンディニと出会い恋に落ちる。アーディタ王太子の妹クンダヴァイ王女もナンディニに好感を抱くが、彼女が素性不明の孤児だと知ると態度を一変させ、ナンディニが王宮に出入りすることを禁じる。やがて、ナンディニはアーディタ王太子に想いを告げ、クンダヴァイ王女や諸侯が反対する中で2人は愛を育んでいくが、彼女はアーディタ王太子の留守中にクンダヴァイ王女とセンビヤン皇太后によって国外に追放され、パーンディヤ王のもとに身を寄せるようになる。
時系列は前作の直後に戻り、王都タンジャイの王宮にはアルンモリ王子の訃報が届き、王宮は悲しみに包まれる。知らせを聞いたナンディニは、自身の美貌に魅せられたパールティバをそそのかして、アーディタ王太子をカダンブルに向かわせようと画策する。一方、ランカ島ではパーンディヤ残党の襲撃から逃れたデーヴァンとプーングラリは瀕死の重傷を負ったアルンモリ王子を保護してナンビ、センダンと合流するが、デーヴァンはパーンディヤ残党に捕まってしまう。同時にアルンモリ王子の訃報を知ったマドゥランダカ王子は王位の奪還を宣言してラーシュトラクータ朝のコッティガ王と同盟を結び、ナンディニやラヴィダーサンたちはスンダラ王、アーディタ王太子の暗殺を計画する。ナンディニはカダンブル城でアーディタ王太子を暗殺することを提案するが、密談をデーヴァンに聞かれてしまい彼を殺そうとする。しかし、デーヴァンがランカ島で彼女の母親らしき人物（聾唖の奥方）を見たことを告げたことで死を免れる。その後、駆け付けたナンビに助け出されたデーヴァンはクンダヴァイ王女のもとに向かい、アルンモリ王子の生存を知らせる。
デーヴァン、クンダヴァイ王女、アーディタ王太子は意識を取り戻したアルンモリ王子と再会する。その場でデーヴァンはナンディニの暗殺計画を告げるが、彼を警告を意に介さずカダンブルに向かうことを選択する。一方、アルンモリ王子は聾唖の奥方とナンディニが瓜二つであることをクンダヴァイ王女に告げ、彼女は父王がナンディニについて何かを隠していることを察する。タンジャイに戻ったクンダヴァイ王女は聾唖の奥方についてスンダラ王に問い質し、かつて父王とマンダーキニ（聾唖の奥方）が恋仲だったことを知る。彼女はナンディニが父王の娘ではないかと疑うが、マンダーキニが妊娠したのは父王が結婚してから2年後だったことが判明する。同じころ、タンジャイの王宮内にパーンディヤ残党が潜入し、城外ではヴェーラール侯とカランダカ長官の対立が表面化する。通日後、クンダヴァイ王女の親友ワーナティと共にアルンモリ王子がタンジャイに到着し、ヴェーラール侯とカランダカ長官の対立を解消させ、王宮に入城する。アルンモリ王子に同行していたプーングラリは王宮内でパーンディヤ残党の姿を目撃し、居合わせたパルヴェート侯に警告する。
カダンブル城に到着したアーディタ王太子はナンディニと対面し、彼女は愛情が憎しみに変貌した過去を回想する。一方、パルヴェート侯は諸侯たちと共にアーディタ王太子に対し、マドゥランダカ王子と2人で王国を分割統治することを提案するが、アーディタ王太子は諸侯たちの提案を拒否する。その代わりにアーディタ王太子は自身とアルンモリ王子が軍事力を保持することを条件に王国をマドゥランダカ王子に譲ることを提案し、諸侯たちの賛同を得る。パルヴェート侯はマドゥランダカ王子に報告するためタンジャイに向かうが、途中で出会ったカルティルマンからアーディタ王太子暗殺計画の情報を聞かされる。暗殺計画を知ったパルヴェート侯やデーヴァンはカダンブル城に向かうが、2人はパーンディヤ残党の妨害を受けてしまう。同じころ、タンジャイの王宮に辿り着いたマンダーキニはスンダラ王と再会するが、直後に彼を守るためにパーンディヤ残党に殺され、襲撃者たちも駆け付けたアルンモリ王子によって制圧される。一方、アーディタ王太子はナンディニに対し、彼女を失ったことで自身が苦悩していることを伝え、自身の胸に剣を当て「私の人生を終わらせて欲しい」と告げる。彼の気迫に圧倒されたナンディニは殺害を躊躇い、やがて今でもアーディタ王太子を愛していることを告げる。そこにパーンディヤ残党が乱入してナンディニを保護し、パルヴェート侯を連れ去る。
意識を取り戻したデーヴァンはアーディタ王太子の遺体を発見し、城外に運び出すが、そこで王太子暗殺犯としてパールティバや諸侯たちに捕縛される。アーディタ王太子の母方の祖父マライヤマーンは激怒し、デーヴァンとカダンブル侯を王太子暗殺の首謀者として告発し、アーディタ王太子の遺体と共にタンジャイに向かう。一方、ナンディニはパーンディヤ残党と共に船で脱出するが、捕虜となっていたカルティルマンから、ナンディニの父がパーンディヤ王であり、彼がマンダーキニを強姦した結果生まれた子供であることを明かす。出生の事実を知ったナンディニは絶望し、アーディタ王太子への愛を抱きながらポンニ河に身を投げ命を絶った。同じころ、ナンビからパルヴェート侯の居場所を聞かされたカランダカ長官によってパルヴェート侯は助け出される。タンジャイに戻ったパルヴェート侯はデーヴァンを裁く法廷に姿を現し、スンダラ王に暗殺事件の首謀者がパーンディヤ残党であることを伝える。一方、アーディタ王太子の友人だったパールティバは暗殺事件の首謀者はアルンモリ王子だと疑い、復讐のためにコッティガ王を始めとする周辺国と手を結び、事態を知ったスンダラ王はデーヴァンを解放してアルンモリ王子と共に迎撃の任務に就かせる。
周辺国の連合軍がチョーラ朝の領内に進攻する中、母国と戦うことを拒否したマドゥランダカ王子は連合軍を離脱してチョーラ軍に合流し、デーヴァンたちの奮戦もありチョーラ軍は勝利を収める。戦争の終結後、スンダラ王はアルンモリ王子に王位を譲ることを決意し、タンジャイにて戴冠式が執り行われる。しかし、戴冠式の場でアルンモリ王子は「自分よりも王位に相応しい人物」としてマドゥランダカ王子を推薦して王位を辞退し、マドゥランダカ王子が「ウッマタ王」として即位する。ウッマタ王の治世下でアルンモリ王子はデーヴァンと共に大船団を指揮して海外遠征を行い版図拡大に貢献し、アーディタ王太子を暗殺したパーンディヤ残党は捕縛され処罰される。十数年後、ウッマタ王が崩御してアルンモリ王子が「ラージャラージャ1世」として即位し、彼のもとでチョーラ朝は黄金時代を迎える。

## キャスト
| チョーラ王家 - アーディタ王太子 - ヴィクラム - 青年時代のアーディタ - サントーシュ・シュリーラーム - アルンモリ王子 - ジェヤム・ラヴィ - クンダヴァイ王女 - トリシャー・クリシュナン（声：クリティカ・ネルソン） - 少女時代のクンダヴァイ - ニラー・バーラティ - スンダラ王 - プラカーシュ・ラージ - 王妃 - ヴィディヤ・スブラマニヤン - センビヤン皇太后 - ジャヤチトラ - マドゥランダカ王子 - ラフマーン（声：アラガム・ペルマール） 諸侯・武人 - デーヴァン - カールティ - ナンディニ、マンダーキニ（聾唖の奥方） - アイシュワリヤー・ラーイ・バッチャン（声：ディーパ・ヴェンカット） - 少女時代のナンディニ - サーラー・アルジュン - パルヴェート侯 - R・サラトクマール - ヴェーラール侯 - プラブ - カランダカ長官 - R・パールティバン - マライヤマーン - ラール - カダンブル侯 - ニラルガル・ラヴィ - ヴァナンガムディヤル - バーラージ・シャクティヴェール - パールティバ - ヴィクラム・プラブ - ワーナティ - ショービター・ドゥーリパーラ（声：K・サムルティ） - アニルダ宰相 - モーハン・ラーマン - カンダマーラン - アシュウィン・ラーオ | パーンディヤ残党 - ラヴィダーサン - キショール - ソーマン - リヤズ・カーン - ワラグナン - アルジュン・チダンバラム - ラッカンマ - ニンミ・ラファエル - デーヴァララン - ヴィナイ・クマール・ジョーゼフ - ヴァースキ - ヴィノーディニ・ヴァイディヤナーダン - カニ - シャクティ・ラマニ - アマラブジャンガ - ラーガヴァン 周辺国 - パーンディヤ王 - ナーサル - コッティガ王 - バーブ・アントニー（声：タライヴァーサル・ヴィジャイ） - カルカ - バーラト・ラージ - ウグラデーヴァン - A・シーモン - マードゥリ王女 - シュリーマー・ウパーディヤーヤー 庶民 - 遊行僧ナンビ - ジャヤラーム - プーングラリ - アイシュワリヤー・ラクシュミ（声：アシュミニ・バーラクリシュナン） - センダン - アシュウィン・カクマヌ - カルティルマン - ヨーグ・ジェイピー - カーラームガルの指導者 - マカランド・デシュパンデ |

## 製作

### 撮影

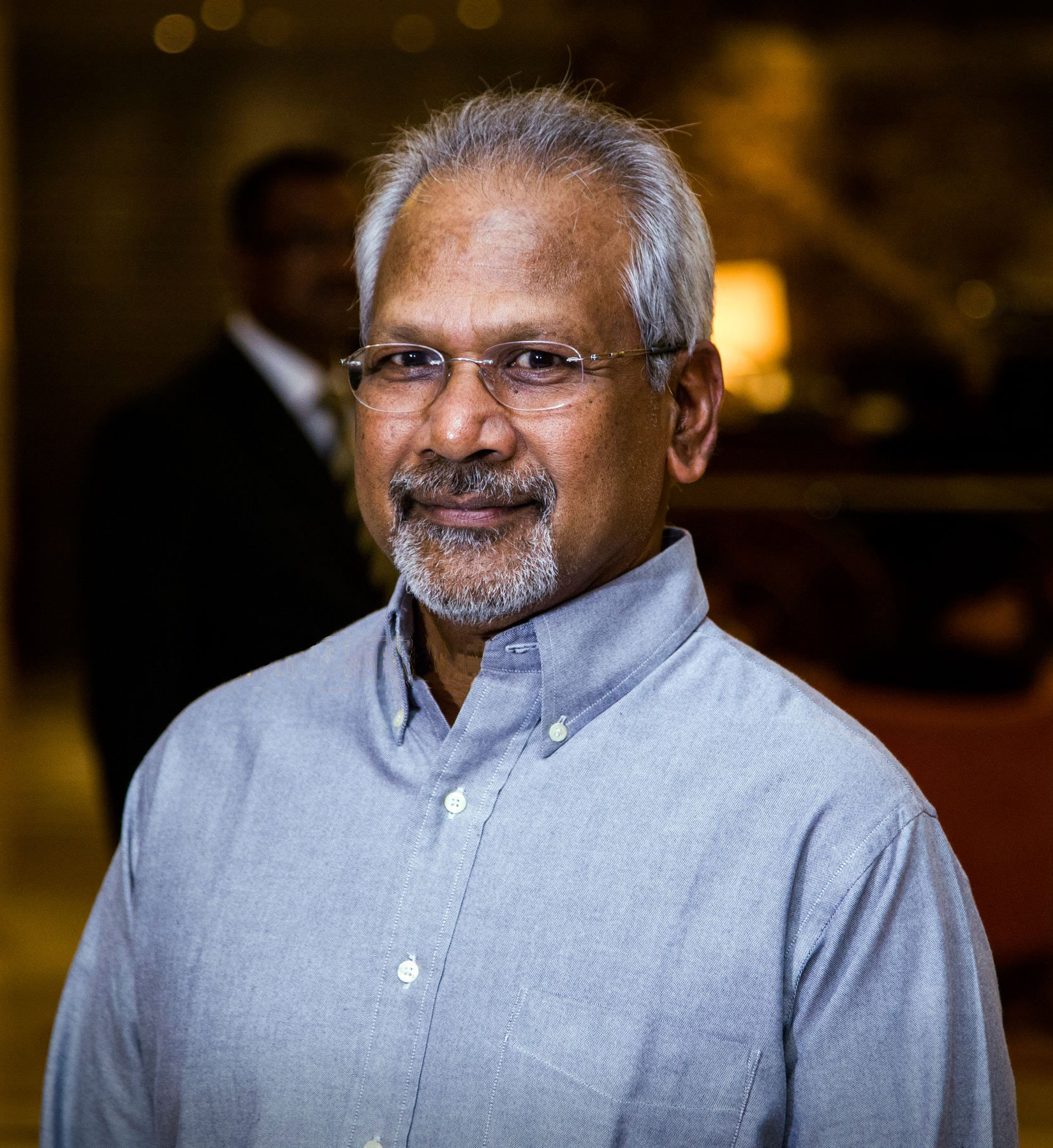
マニラトナム

当初、『ポンニ河の息子』に投じられた製作費は50億ルピーで、1本の映画として製作が予定されていた。その後、映画は『PS1 黄金の河』『PS2 大いなる船出』の前後編に分割され、連続撮影されることになった。報道によると、製作費の50億ルピーはそれぞれ前後編の製作のために分割されたという。2021年9月に『PS1 黄金の河』の撮影が終了し、この時点で『PS2 大いなる船出』のいくつかのシーンの撮影が未完成の状態だった。2022年3月にジェヤム・ラヴィとカールティの共演シーンがムンバイで撮影され、2023年1月に残りのシーンが撮影された。
映画と予告編のナレーターはカマル・ハーサン（タミル語版予告編、本編）、アニル・カプール（ヒンディー語版予告編）、アジャイ・デーヴガン（ヒンディー語版本編）、ラーナー・ダッグバーティ（テルグ語版予告編）、チランジーヴィ（テルグ語版本編）、プリトヴィラージ・スクマーラン（マラヤーラム語版予告編）、マンムーティ（マラヤーラム語版本編）、ジャヤント・カイキニ（カンナダ語版予告編）、ウペンドラ（カンナダ語版本編）がそれぞれ務めている。

### 音楽
映画音楽とサウンドトラックの作曲はA・R・ラフマーンが手掛け、オーディオ権はティプス・インダストリーズが取得した。サウンドトラックは全7曲で構成され、ファーストシングル「Aga Naga」は2023年3月20日にリリースされた。残りの6曲は同月29日に開催された予告編及びオーディオリリース・イベントで発表され、タミル語版の作詞はイランゴー・クリシュナンが手掛けている。楽曲の歌詞はサンガム文学からの引用が見られ、「Aazhi Mazhai Kanna」はアンダルの『ティルッパーヴァイ』、「Shivoham」はシャンカラの『アートマ・シャトカム』からそれぞれ引用されている。各言語版の作詞はそれぞれグルザール、アナンタ・シュリーラーム、チャンドラボース、ラーマジョーガイヤー・サストリー、ラフィーク・アハメド、ジャヤント・カイキニが手掛けている。
2023年3月、ヒンドゥスターニー音楽歌手のワシフディン・ダーガルは、楽曲の一つである「Veera Raja Veera」がジュニア・ダーガル兄弟のドゥルパドを盗作したものだと主張してマドラス・トーキーズを訴え、これに対して同社は「インドの伝統的な音楽から引用したものである」と反論している。

## 公開

### 劇場上映
2023年4月28日に2D、IMAX、4DX、EPIQ形式で公開された。また、『PS2 大いなる船出』は南インド映画として初めて4DX形式で公開された映画である。

### 配給
タミル・ナードゥ州の配給権はレッド・ジャイアント・ムービーズ、アーンドラ・プラデーシュ州とテランガーナ州の配給権はシュリ・ヴェンカテーシュワラ・クリエーションズ、ケーララ州の配給権はシュリー・ゴークラム・ムービーズ、北インドの配給権はペン・インディアがそれぞれ取得し、海外市場の配給はライカー・プロダクションズが担当している。

### ホームメディア
ストリーミング配信権はAmazon Prime Videoが12億5000万ルピーで取得し、2023年6月2日からタミル語版・テルグ語版・マラヤーラム語版・カンナダ語版の配信が始まり、同月23日からはヒンディー語版の配信も始まった。また、衛星放送権はサンTVが取得している。

## 評価

### 興行収入
興行収入は34億5000万ルピーを記録し、2023年のタミル語映画年間興行成績第3位にランクインしており、世界で最も高い収益を上げたタミル語映画の一つに挙げられている。

### 批評
『PS2 大いなる船出』は批評家から好評を得ており、『Rotten Tomatoes』では8件の批評に基づき支持率88パーセント、平均評価6.4/10となっている。『インディアン・エクスプレス』のキルバカール・プルショーッタマンは4/5の星を与えて「第一部では、マニラトナムはカルキ・クリシュナムールティの原作に対して忠実であることを徹底していたが、その代償として物語が途切れ途切れのようだと批判されてしまった……第二部では、彼はより大胆になり原作から大きく逸脱するようになった。ここでマニラトナムは、原作よりも自身の持つ技術に対して忠実だった。その結果、『PS2 大いなる船出』は『PS1 黄金の河』よりも優れた映画となった」と批評し、『ヒンドゥスタン・タイムズ』のハリチャラン・プディペッディは「『PS2 大いなる船出』で、マニラトナムは壮大なアクションシーンに頼ることなく、飽きさせないドラマで観客を釘付けにする歴史映画を作り出せることを証明してみせた」と批評している。また、『ザ・タイムズ・オブ・インディア』のM・スガーントは3.5/5の星を与えて「空想上の英雄たちの活躍を描いた『バーフバリシリーズ』のような映画と異なり、マニラトナムはカルキ・クリシュナムールティが生み出した原作の精神に忠実で、人間ドラマに主眼を置いた歴史上の人物たちの架空の物語を描いている。アクションは宮殿で起きているが、映画の壮大さは壁の中にいるキャラクターたちの感情から生み出されている。マニラトナムもこれを理解しているようで、終盤に戦争のシーンを挿入することで観客にアドレナリンを出させようとしていたが、このシーンには観客を揺さぶる力強い感情（そして、素晴らしい視覚効果）が欠落しており、高い評価を得るにはいたらなかった」と批評し、『Rediff.com』のスカンニャー・ヴァルマーも3.5/5の星を与えて「彼が素晴らしい巨匠であるのは誰もが知るところであり、このドラマにおけるマニラトナムの才能は、A・R・ラフマーンの重厚な音楽の後押しを得て、鳥肌ものの衝撃を与えてくれる」と批評している。
『インディア・トゥデイ』は3/5の星を与えて「『PS2 大いなる船出』には没入感があり、視覚的にも素晴らしい作品に仕上がっている。最高の演技とシャープな台詞に助けられた、実に手堅い続編である。原作を未読の人たちにとっても、素晴らしい映画体験を提供してくれるだろう」と批評し、『Scroll.in』のナンディニ・ラームナートは「マニラトナムはクリシュナムールティの原作を深く尊重してファミリー層向けのアプローチをとったことで、サブテキストの部分を深く掘り下げることなく、表面的な描写にとどまっている」と批評している。また、『ニュース18』は3.5/5の星を与えて「この二部構成のシリーズは、『ゲーム・オブ・スローンズ』のような壮大なウェブシリーズとして、あるいは三部作の映画シリーズとして作ることで、登場キャラクターに深みを与え、視聴者にお気に入りのキャラクターを選ばせる機会を与えることができたはずだ。『ポンニ河の息子』の映画化が発表された時、5部作の原作を知らない人にとっては素晴らしい世界の扉が開かれるという期待があった。しかし、この二部構成のシリーズは素晴らしい映画体験だったものの、ストーリーテリングが不十分な作品として完結を迎えたのだ」と批評し、『OTTプレイ』のマノージュ・クマールも3.5/5の星を与えて「マニラトナムは、この壮大な小説を翻案して巨大なスクリーンに映し出すという大仕事を見事に成し遂げた」と絶賛している。さらに『ザ・ヒンドゥー』のシュリーニヴァーサ・ラーマヌージャムは「『PS2 大いなる船出』は、カルキの素材のいくつかの部分を省略するという創造的自由のもとで作られており、キャストの演技と映画的なタッチで観客の心をつかんで離さない」と批評している。

### 受賞・ノミネート
| 映画賞                                  | 授賞日        | 部門                       | 対象                                              | 結果       | 出典                 |
| --------------------------------------- | ------------- | -------------------------- | ------------------------------------------------- | ---------- | -------------------- |
| 第69回フィルムフェア賞 南インド映画部門 | 2024年8月3日  | 作品賞                     | 『PS2 大いなる船出』                              | ノミネート | [ 45 ] [ 46 ]        |
| 第69回フィルムフェア賞 南インド映画部門 | 2024年8月3日  | 監督賞                     | マニラトナム                                      | ノミネート | [ 45 ] [ 46 ]        |
| 第69回フィルムフェア賞 南インド映画部門 | 2024年8月3日  | 主演男優賞                 | ヴィクラム                                        | 受賞       | [ 45 ] [ 46 ]        |
| 第69回フィルムフェア賞 南インド映画部門 | 2024年8月3日  | 主演女優賞                 | アイシュワリヤー・ラーイ・バッチャン              | ノミネート | [ 45 ] [ 46 ]        |
| 第69回フィルムフェア賞 南インド映画部門 | 2024年8月3日  | 主演女優賞                 | トリシャー・クリシュナン                          | ノミネート | [ 45 ] [ 46 ]        |
| 第69回フィルムフェア賞 南インド映画部門 | 2024年8月3日  | 音楽アルバム賞             | A・R・ラフマーン                                  | ノミネート | [ 45 ] [ 46 ]        |
| 第69回フィルムフェア賞 南インド映画部門 | 2024年8月3日  | 作詞賞                     | - イランゴー・クリシュナン - 「Aga Naga」         | 受賞       | [ 45 ] [ 46 ]        |
| 第69回フィルムフェア賞 南インド映画部門 | 2024年8月3日  | 作詞賞                     | - イランゴー・クリシュナン - 「Veera Raja Veera」 | ノミネート | [ 45 ] [ 46 ]        |
| 第69回フィルムフェア賞 南インド映画部門 | 2024年8月3日  | 男性プレイバックシンガー賞 | - ハリチャラン - 「Chinnanjiru Nilave」           | 受賞       | [ 45 ] [ 46 ]        |
| 第69回フィルムフェア賞 南インド映画部門 | 2024年8月3日  | 女性プレイバックシンガー賞 | - K・S・チトラ - ハリニ - 「Veera Raja Veera」    | ノミネート | [ 45 ] [ 46 ]        |
| 第69回フィルムフェア賞 南インド映画部門 | 2024年8月3日  | 女性プレイバックシンガー賞 | - シャクティシュリー・ゴーパーラン - 「Aga Naga」 | ノミネート | [ 45 ] [ 46 ]        |
| 第69回フィルムフェア賞 南インド映画部門 | 2024年8月3日  | 撮影賞                     | ラヴィ・ヴァルマン                                | 受賞       | [ 45 ] [ 46 ]        |
| 第69回フィルムフェア賞 南インド映画部門 | 2024年8月3日  | 美術賞                     | トーッター・ダラニ                                | 受賞       | [ 45 ] [ 46 ]        |
| 第12回南インド国際映画賞                | 2024年9月15日 | 作品賞                     | 『PS2 大いなる船出』                              | ノミネート | [ 47 ] [ 48 ]        |
| 第12回南インド国際映画賞                | 2024年9月15日 | 監督賞                     | マニラトナム                                      | ノミネート | [ 47 ] [ 48 ]        |
| 第12回南インド国際映画賞                | 2024年9月15日 | 主演男優賞                 | ヴィクラム                                        | 受賞       | [ 47 ] [ 48 ]        |
| 第12回南インド国際映画賞                | 2024年9月15日 | 主演女優賞                 | アイシュワリヤー・ラーイ・バッチャン              | ノミネート | [ 47 ] [ 48 ]        |
| 第12回南インド国際映画賞                | 2024年9月15日 | 審査員選出女優賞           | アイシュワリヤー・ラーイ・バッチャン              | 受賞       | [ 47 ] [ 48 ]        |
| 第12回南インド国際映画賞                | 2024年9月15日 | 撮影賞                     | ラヴィ・ヴァルマン                                | ノミネート | [ 47 ] [ 48 ]        |
| 第12回南インド国際映画賞                | 2024年9月15日 | 音楽監督賞                 | A・R・ラフマーン                                  | ノミネート | [ 47 ] [ 48 ]        |
| 第12回南インド国際映画賞                | 2024年9月15日 | 男性プレイバックシンガー賞 | - ハリチャラン - 「Chinnanjiru Nilave」           | ノミネート | [ 47 ] [ 48 ]        |
| 第12回南インド国際映画賞                | 2024年9月15日 | 女性プレイバックシンガー賞 | - シャクティシュリー・ゴーパーラン - 「Aga Naga」 | 受賞       | [ 47 ] [ 48 ]        |
| 第3回IIFAウトサヴァム                   | 2024年9月27日 | 作品賞                     | 『PS2 大いなる船出』                              | ノミネート | [ 49 ] [ 50 ] [ 51 ] |
| 第3回IIFAウトサヴァム                   | 2024年9月27日 | 監督賞                     | マニラトナム                                      | 受賞       | [ 49 ] [ 50 ] [ 51 ] |
| 第3回IIFAウトサヴァム                   | 2024年9月27日 | 主演男優賞                 | ヴィクラム                                        | 受賞       | [ 49 ] [ 50 ] [ 51 ] |
| 第3回IIFAウトサヴァム                   | 2024年9月27日 | 主演男優賞                 | カールティ                                        | ノミネート | [ 49 ] [ 50 ] [ 51 ] |
| 第3回IIFAウトサヴァム                   | 2024年9月27日 | 主演女優賞                 | アイシュワリヤー・ラーイ・バッチャン              | 受賞       | [ 49 ] [ 50 ] [ 51 ] |
| 第3回IIFAウトサヴァム                   | 2024年9月27日 | 主演女優賞                 | トリシャー・クリシュナン                          | ノミネート | [ 49 ] [ 50 ] [ 51 ] |
| 第3回IIFAウトサヴァム                   | 2024年9月27日 | 助演男優賞                 | ジャヤラーム                                      | 受賞       | [ 49 ] [ 50 ] [ 51 ] |
| 第3回IIFAウトサヴァム                   | 2024年9月27日 | 助演男優賞                 | R・サラトクマール                                 | ノミネート | [ 49 ] [ 50 ] [ 51 ] |
| 第3回IIFAウトサヴァム                   | 2024年9月27日 | 助演女優賞                 | アイシュワリヤー・ラクシュミ                      | ノミネート | [ 49 ] [ 50 ] [ 51 ] |
| 第3回IIFAウトサヴァム                   | 2024年9月27日 | 音楽監督賞                 | A・R・ラフマーン                                  | 受賞       | [ 49 ] [ 50 ] [ 51 ] |
| 第3回IIFAウトサヴァム                   | 2024年9月27日 | 作曲賞                     | A・R・ラフマーン                                  | 受賞       | [ 49 ] [ 50 ] [ 51 ] |
| 第3回IIFAウトサヴァム                   | 2024年9月27日 | 作詞賞                     | - イランゴー・クリシュナン - 「Veera Raja Veera」 | ノミネート | [ 49 ] [ 50 ] [ 51 ] |
| 第3回IIFAウトサヴァム                   | 2024年9月27日 | 男性プレイバックシンガー賞 | - ハリチャラン - 「Chinnanjiru Nilave」           | 受賞       | [ 49 ] [ 50 ] [ 51 ] |
| 第3回IIFAウトサヴァム                   | 2024年9月27日 | 女性プレイバックシンガー賞 | - シャクティシュリー・ゴーパーラン - 「Aga Naga」 | 受賞       | [ 49 ] [ 50 ] [ 51 ] |
| 第3回IIFAウトサヴァム                   | 2024年9月27日 | 撮影賞                     | ラヴィ・ヴァルマン                                | 受賞       | [ 49 ] [ 50 ] [ 51 ] |
| 第3回IIFAウトサヴァム                   | 2024年9月27日 | 美術賞                     | トーッター・ダラニ                                | 受賞       | [ 49 ] [ 50 ] [ 51 ] |